# Setosabatieria singaporensis
Setosabatieria singaporensis – gatunek nicienia z rzędu Monhysterida i rodziny Comesomatidae.
Gatunek ten został opisany w 2014 roku przez Cheng Ann Chena i Shabdina Mohd Longa.
Samiec osiąga 1720–1857 μm długości i 53–58 μm maksymalnej średnicy ciała. Samica nieco szersza. Oskórek z delikatnym pierścieniowaniem. Papillae labialis w liczbie 6 zewnętrznych i 6 wewnętrznych. Szczeciny szyjne ustawione w podłużne rządki po 16–17 sztuk. U nasady gardziel nieco stopniowo rozszerzona. Para apofiz gubernaculum zakrzywiona. Spikule łukowate, opatrzone pośrodku skutykularyzowanym paskiem. Ogon stożkowato-walcowaty. Po bokach kloaki obecne liściowate rozszerzenia oskórka.
Wolno żyjący gatunek słonowodny, znany z Chek Jawa w Singapurze. Spotykany w piaszczystym mule strefy pływów.